# Tatjana Rujga
Tatjana Rudolfowna Rujga (ros. Татьяна Рудольфовна Руйга; ur. 11 maja 1978 w Krasnojarsku) – rosyjska wspinaczka sportowa. Specjalizowała się we wspinaczce na czas oraz klasycznej. Dwukrotna złota medalistka mistrzostw świata z 1997 oraz z 2007 we wspinaczce na czas.

## Kariera sportowa
W zawodach wspinaczkowych, które odbywały się na mistrzostwach świata we sportowej wspinaczce zdobyła złote medale w konkurencji wspinaczki na czas; w Paryżu w 1997 oraz dziesięć lat później w hiszpańskim Avilés w 2007, gdzie w finale wygrała z Polką Edytą Ropek. 
W 2003 we francuskim Chamonix-Mont-Blanc wywalczyła srebrny medal mistrzostw świata w konkurencji na czas.
Na mistrzostwach Europy w Monachium w 2000 zdobyła srebrny medal we wspinaczce sportowej w konkurencji na czas.
Uczestniczka World Games we 2005 w Duisburgu  gdzie zdobyła brązowy medal we wspinaczce na czas. Nigdy nie uczestniczyła w zawodów wspinaczkowych odbywających się na festiwalu Rock Master we włoskim Arco.

## Osiągnięcia

### Mistrzostwa świata
| Konkurencje  | 1995  | 1997 | 1999 | 2003 | 2005  | 2007 | 2009 |
| Prowadzenie  | 36-38 | —    | —    | —    | —     | —    | —    |
| Wsp. na czas | 4     | 1    | 9-16 | 2    | 14-16 | 1    | 15   |

### World Games
| Konkurencje  | 2005 |
| Wsp. na czas | 3    |

### Mistrzostwa Europy
| Konkurencje  | 1996 | 2000 | 2004 | 2006 |
| Wsp. na czas | 10   | 2    | 8    | 5    |